# Ulla Eriksson-Zetterquist
Ulla Margareta Eriksson-Zetterquist, född 20 september 1967 i Ljustorps församling i Västernorrlands län, är en svensk företagsekonom och sedan 2010 professor i företagsekonomi, med särskild inriktning mot organisation och management. 
Ulla Eriksson-Zetterquist är organisationsforskare och författare. Hon disputerade 2000 med en avhandling om den sociala konstruktionen av kön i företag vid det företagsekonomiska institutionen på handelshögskolan på Göteborgs Universitetet. Eriksson-Zetterquist blev docent i företagsekonomi 2007. Forskningsområden som Ulla Eriksson-Zetterquist är verksam inom är främst management, digitalisering, organisering, teknik, styrformer, genus och intersektionalitet.